# العلاقات بين أذربيجان والمملكة المتحدة
العلاقات بين أذربيجان والمملكة المتحدة - العلاقات الثنائية القائمة بين جمهورية أذربيجان والمملكة المتحدة لبريطانيا العظمى وأيرلندا الشمالية.

## تاريخية
واعترفت المملكة المتحدة باستقلال أذربيجان في كانون الأول / ديسمبر 1991.
تطورت العلاقات بين أذربيجان وبريطانيا العظمى في أواخر القرن التاسع عشر وأوائل القرن العشرين.كانت أذربيجان جزءا من الإمبراطورية الروسية في ذلك الوقت.من وجهة النظر هذه، في بداية القرن العشرين، تم استثمار 60 مليون روبل من الشركات البريطانية في شركات النفط في باكو.وفي عام 1904، شكلت باكو 74 في المائة من الطلب البريطانى على البنزين.

## العلاقات الدبلوماسية
تجدر الإشارة إلى ان العلاقات الدبلوماسية الرسمية بين أذربيجان والمملكة المتحدة قد اقيمت في 11 مارس عام 1992.وقد عقدت أول زيارة رسمية لرئيس جمهورية أذربيجان حيدر علييف إلى بريطانيا العظمى في الفترة من 22 إلى 25 فبراير / شباط 1994. وفي الفترة من 19 إلى 24 يوليو عام 1998 قام الرئيس حيدر علييف بزيارة رسمية ثانية لبريطانيا واجتمع مع الملكة اليزابيثالثانية ملك بريطانيا ورئيس الوزراء البريطانى تونى بلير.

## العلاقات الثقافية
ويعمل المجلس البريطانى في باكو منذ عام 1993.وخلال الزيارة التي قام بها حيدر علييف إلى لندن في شباط / فبراير 1994، وقع البلدان اتفاقا للتعاون في مجال التعليم والعلوم والثقافة.والغرض من المجلس الثقافي البريطاني هو تسليط الضوء على الدور البريطاني في الإصلاح، وتوسيع نطاق التدريس واستخدام اللغة الإنجليزية، لإظهار الإبداع البريطاني والتنوع من خلال الثقافة والفن، وتعزيز تجربة التعليم البريطاني.وتهدف برامجها في المقام الأول إلى الشباب دون سن 35 عاما وتنفذ بشكل فردي وكذلك التعاون المتعدد الأطراف.

## القرن العشرين
ويستند تاريخ العلاقات الأذربيجانية البريطانية إلى البعثة الإنجليزية التي أرسلت من بغداد إلى باكو لمنع حقول النفط الثمينة في أذربيجان من السيطرة عليها من قبل ألمانيا والإمبراطورية العثمانية.وهكذا، جاء دونستيرفورس إلى باكو في أغسطس 1918.وخلال هذه الفترة، كانت هناك علاقات دبلوماسية بحكم الأمر الواقع بين جمهورية أذربيجان الديمقراطية والإمبراطورية البريطانية من خلال المفوض السامي البريطاني في القوقاز.

## العلاقات البرلمانية
وفي عام 2016 عين الدكتور كارولي كروفتس سفيرا لأذربيجان لدى المملكة المتحدة.وقد ساهمت الزيارات المتبادلة لمسؤولين حكوميين رفيعى المستوى في تنمية التعاون بين البلدين.وهناك فريق عامل معني بالعلاقات البرلمانية بين أذربيجان وبريطانيا العظمى في ميلي مجليس في جمهورية أذربيجان.وأنشئ هذا الفريق العامل في 7 آذار / مارس 1997 وكان أول رئيس له هو محمود مامادوليف. في 4 مارس، 2016 جوانشير فيزييف هو رئيس مجموعة العمل.

## الزيارات المتبادلة

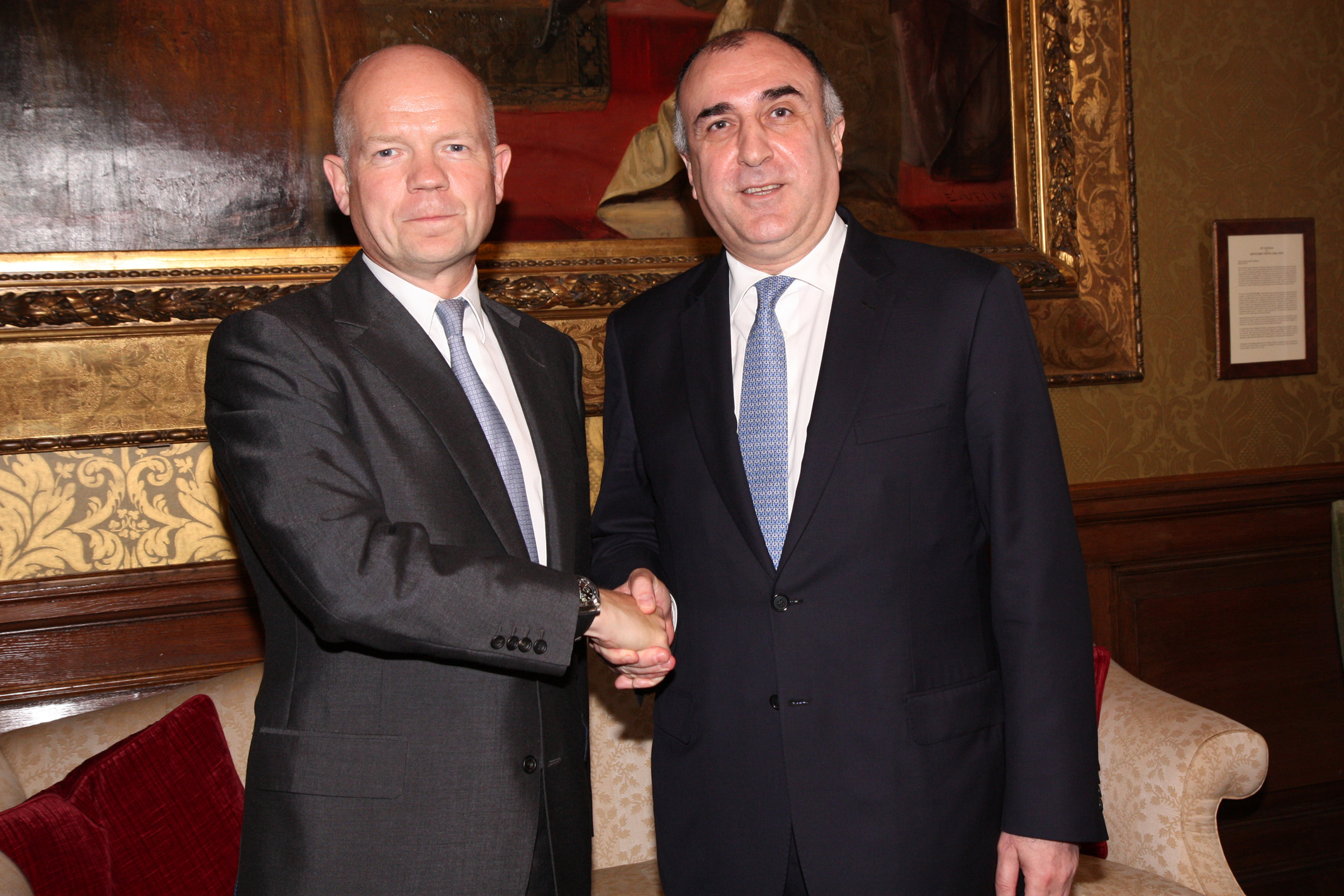
لقاء وزير خارجية المملكة المتحدة ويليام هيغ مع نظيره الأذربيجاني إلمار محمدياروف في لندن، سبتمبر 2013

وعقب زيارته الأولى لأذربيجان في عام 1992، زار السيد هون دوغلاس هوج، عضو البرلمان البريطاني، وزير الدولة للشؤون الخارجية، عضو البرلمان، السيد مالكولم ريفكيند، في باكو في عام 1996.وقد شارك الوزراء البريطانيون بانتظام في معرض بحر قزوين للنفط والغاز.زار عضو البرلمان البريطاني وزير الصناعة والطاقة السيد براين ويلسون أذربيجان لحضور معارض «النفط والغاز في بحر قزوين 2003 والنفط والغاز 2004» في عامي 2003 و2004.وحضر مراسم الافتتاح الرسمية لخط انابيب بترول باكو - تبيليسى - جيهان الرئيسى في 25 مايو عام 2005.وكان وزير الشؤون الأوروبية جيم ماير في أذربيجان في مايو 2008.وزير التجارة البريطاني لورد ديكي كونس هو آخر مسؤول بريطاني يزور أذربيجان في عام 2008.